# Osiedle Jaworowe
Osiedle Jaworowe – osiedle w Sieradzu, zlokalizowane pomiędzy ulicami Łokietka, Al. Grunwaldzką i Jana Pawła II. Obejmuje następujące ulice: Piastowska, Jagiellońska, Łokietka i Popiełuszki. Osiedle ma powierzchnię 113 416 m².
Jedno z największych osiedli w Sieradzu początkowo stało na około 50-hektarowym gruncie rolnym. Osiedle nazywano "Serbinowem" (w nawiązaniu do filmu "Noce i dnie"). Nie zaplanowano tam w ogóle chodników, a drogi przez dłuższy czas były tylko prowizoryczne, brakowało też kanalizacji deszczowej.
Sieradzka Spółdzielnia Mieszkaniowa, która przejmowała bloki od prowadzącej inwestycje Wojewódzkiej Spółdzielni Mieszkaniowej, kupiła rośliny, narzędzia, a także przekonała mieszkańców do większego zaangażowania.
Budowę pierwszego budynku mieszkalnego rozpoczęto w 1977 r. (blok: Jagiellońska 3). Zakończenie budowy mieszkalnej na osiedlu nastąpiło w 1985 roku. Zaprojektowano łącznie 51 budynków mieszkalnych, w tym kilka wielokondygnacyjnych punktowców
W 1988 rozpoczęto na osiedlu budowę obecnego Przedszkola nr 3 im. Jana Brzechwy oraz żłobka. Inwestycja zakończona została w 1989. Na osiedlu w latach wzniesiono Kościół pw. Najświętszego Serca Jezusowego, Szkołę Podstawową Nr 10 im. Bolesława Zwolińskiego na 2200 dzieci i Szkołę Filialną przy ul. Wł. Łokietka (obecnie Szkoła Podstawowa nr 9). W kolejnych latach kontynuowano budowę infrastruktury osiedlowej – pawilonów handlowo-usługowych.
W latach 1986–1998 odbyło się dziesięć edycji turniejów tańca towarzyskiego "Jaworek". Miejscem organizowania tej imprezy była Szkoła Podstawowa nr 10 w Sieradzu. Brały w nim udział zespoły taneczne z ówczesnego województwa sieradzkiego, Łodzi, Głowna, czy Skierniewic.
27 lutego 1990 roku na osiedlu Jaworowe wyemitowany został pierwszy program TVO (Telewizja Osiedlowa Sieradzkiej Spółdzielni Mieszkaniowej), ponieważ tylko tam była sieć tzw. telewizji satelitarnej.